# Temporalis
De temporalis is een naamval met de betekenis van bepaling van tijd. 

## Hongaars
De temporalis komt vooral in het Hongaars voor. De uitgang van de temporalis in het Hongaars is -kor. Deze onveranderlijke uitgang heeft geen vormvarianten en wordt dus niet beïnvloed door de regels van de klinkerharmonie (dit heet: niet-harmonisch).
Voorbeelden: hétkor of hét órakor = om zeven uur, karácsonykor = met Kerstmis, éjfélkor = om middernacht
N.B.: délben = om twaalf uur = letterlijk: in de middag (dél = middag, 12 uur, zuiden)
Andere Hongaarse naamvallen die verband houden met de tijd zijn:
- de distributief-temporalis (iedere keer)
- de terminatief (tot)
- de ablatief (vanaf)